# Alfonso La Marmora
Alfonso La Marmora (n. 18 noiembrie 1804, Torino, Regatul Sardiniei – d. 5 ianuarie 1878, Florența, Regatul Italiei) a fost un general și politician italian. Frații săi mai mari sunt soldatul și naturalistul Alberto della Marmora și Alessandro Ferrero La Marmora, fondatorul ramurii armatei italiene numită în prezent Bersaglieri.

## Biografie

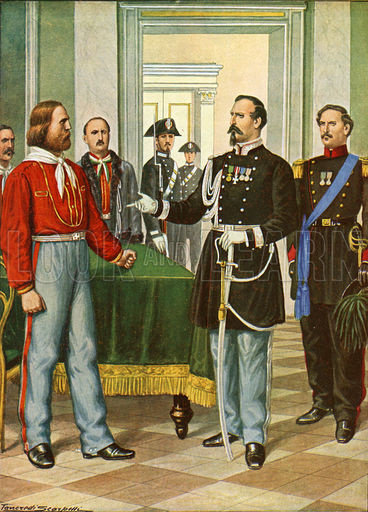
Garibaldi și generalul La Marmora

Născut la Torino, a intrat în armata Sardiniei în 1823 și era căpitan în martie 1848, când a dobândit distincția și gradul de maior după asediul Peschierei. În 5 august 1848 l-a scăpat pe Carol Albert al Sardiniei dintr-o mulțime revoluționară în Milano, iar în octombrie a fost promovat general și numit ministru de război. După înăbușirea revoltei de la Genova în 1849, a preluat din nou în noiembrie 1849 portofoliul de război, pe care, cu excepția perioadei de comandă a expediției din Crimeea, l-a păstrat până în 1859.
A luat parte la războiul din 1859 împotriva Austriei; iar în luna iulie a acelui an i-a succedat lui Cavour în funcția de premier al Sardiniei. În 1860 a fost trimis la Berlin și Sankt Petersburg pentru a obține recunoașterea regatului Italiei și, ulterior, a deținut funcțiile de guvernator în Milano și de locotenent regal la Napoli, până când, în septembrie 1864, i-a succedat în funcția de premier al Italiei lui Marco Minghetti. În această calitate, el a modificat domeniul de aplicare al Convenției din septembrie printr-o notă în care pretindea pentru Italia libertatea deplină de acțiune în ceea ce privește aspirațiile naționale la stăpânirea Romei, document de care Visconti-Venosta a profitat ulterior pentru a justifica ocupația italiană a Romei în 1870.

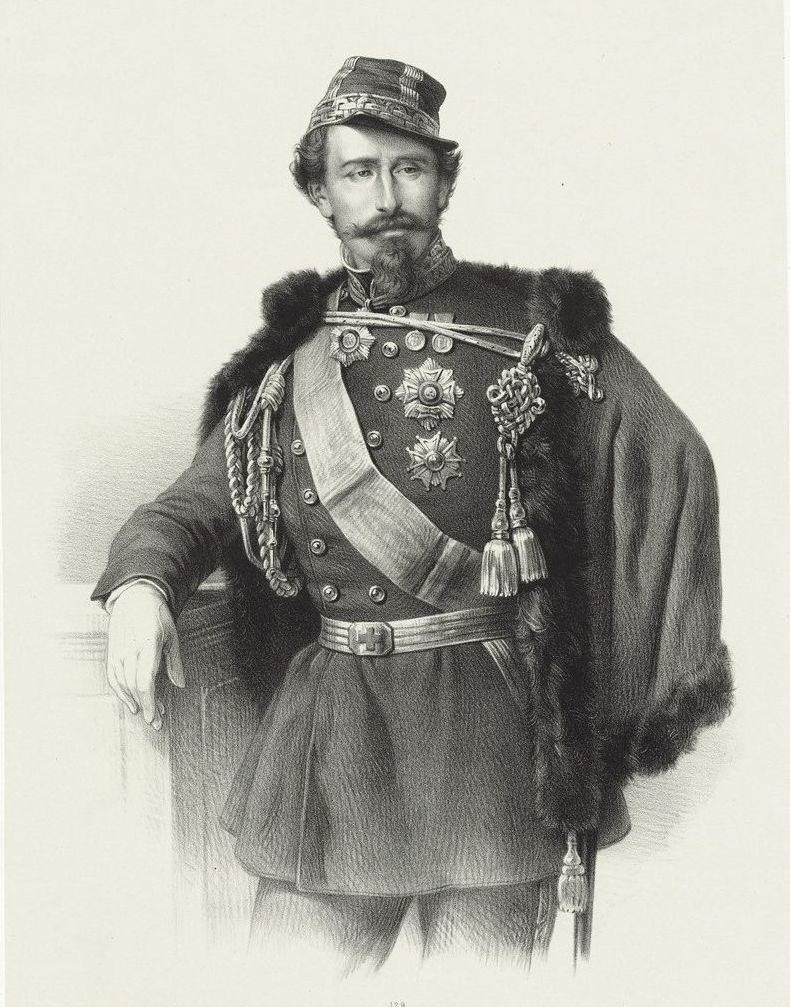
Portretul lui La Marmora

În aprilie 1866, La Marmora a încheiat o alianță cu Prusia împotriva Austro-Ungariei și, la izbucnirea celui de-al treilea război italian de independență în iunie a aceluiași an, acesta a preluat comanda unui corp de armată. I se atribuie în mare măsură conduita ezitantă a primelor faze ale invaziei italiene, care, în ciuda imensei superiorități italiene, a dus la înfrângerea în bătălia de la Custoza din 23 iunie. Acuzat de trădare de compatrioții săi, mai ales de către alți generali de rang înalt, și de duplicitate de către prusaci, el a publicat în cele din urmă o serie de documente (în 1873) în apărarea tacticilor sale intitulate Un po' più di luce sugli eventi dell'anno 1866 („Mai multă lumină asupra evenimentelor din 1866”), un pas care a provocat iritare în Germania și l-a expus acuzației de încălcare a secretelor de stat.
Între timp, fusese trimis la Paris în 1867 pentru a se opune expediției franceze la Roma, iar în 1870, după ocuparea Romei de către italieni, a fost numit locotenent-regal al noii capitale. A murit la Florența în 5 ianuarie 1878. Scrierile lui La Marmora includ Un episodio di risorgimento italiano (1875) și Il segreto di stato nel governo costituzionale (1877).